# Esgrima em cadeira de rodas nos Jogos Paralímpicos de Verão de 2012 - Espada A feminina
As competições de espada A feminina foram disputadas no dia 5 de setembro no Complexo ExCel, em Londres. Essa classe é disputada por atletas que possuem bom controle de tronco, e que o braço dominante não é afetado pela deficiência.

## Medalhistas
| Ouro   | HKG Yu Chui Yee        |
| Prata  | HUN Zsuzsanna Krajnyák |
| Bronze | CHN Wu Baili           |

## Calendário
Horário local (UTC+1).
| Data                  | Tempo | Fase             |
| --------------------- | ----- | ---------------- |
| 5 de setembro de 2012 | 09:30 | Qualificação     |
| 5 de setembro de 2012 | 13:00 | Quartas de final |
| 5 de setembro de 2012 | 17:45 | Semifinais       |
| 5 de setembro de 2012 | 18:30 | Final            |

## Formato de competição
O torneio começou com uma fase de grupos seguida de uma fase eliminatória. Na primeira fase, as 12 esgrimistas são divididas em 2 grupos. Os combates duram no máximo 3 minutos ou até que uma atleta atinja 5 pontos. Na fase eliminatória, os combates duram no máximo 9 minutos (divididos em 3 períodos de 3 cada), ou até que uma atleta atinja 15 pontos.

## Resultados

### Fase de grupos

#### Grupo 1
| Atleta                 | V | D | V/C  | PG | PS |
| ---------------------- | - | - | ---- | -- | -- |
| CHN Wu Baili           | 3 | 2 | 0.60 | 21 | 14 |
| UKR Alla Gorlina       | 3 | 2 | 0.60 | 20 | 15 |
| POL Marta Fidrych      | 3 | 2 | 0.60 | 21 | 15 |
| HUN Zsuzsanna Krajnyák | 3 | 2 | 0.60 | 19 | 18 |
| MAC Lao In I           | 2 | 3 | 0.40 | 16 | 23 |
| HKG Fan Pui Shan       | 1 | 4 | 0.20 | 12 | 24 |

| Atleta                 | CHN | HKG | HUN | MAC | POL | UKR |
| ---------------------- | --- | --- | --- | --- | --- | --- |
| CHN Wu Baili           | —   | 5—0 | 4-5 | 5—3 | 2—5 | 5—1 |
| HKG Fan Pui Shan       | 0—5 | —   | 2—5 | 4—5 | 5—4 | 1—5 |
| HUN Zsuzsanna Krajnyák | 5—4 | 5—2 | —   | 5—2 | 2—5 | 2—5 |
| MAC Lao In I           | 3—5 | 5—4 | 2—5 | —   | 1—5 | 5—4 |
| POL Marta Fidrych      | 5—2 | 4—5 | 5—2 | 5—1 | —   | 2—5 |
| UKR Alla Gorlina       | 1—5 | 5—1 | 5—2 | 4—5 | 5-2 | —   |

#### Grupo 2
| Atleta              | V | D | V/C  | PG | PS |
| ------------------- | - | - | ---- | -- | -- |
| RUS Yulia Efimova   | 4 | 1 | 0.80 | 21 | 8  |
| HKG Yu Chui Yee     | 4 | 1 | 0.80 | 23 | 17 |
| HUN Veronika Juhász | 3 | 2 | 0.60 | 20 | 16 |
| KOR Kim Sun-Mi      | 3 | 2 | 0.60 | 21 | 20 |
| FRA Sabrina Poignet | 1 | 4 | 0.20 | 18 | 21 |
| CAN Sylvie Morel    | 0 | 5 | 0.00 | 4  | 25 |

| Atleta              | CAN | FRA | HKG | HUN | KOR | RUS |
| ------------------- | --- | --- | --- | --- | --- | --- |
| CAN Sylvie Morel    | —   | 1—5 | 0-5 | 1—5 | 2—5 | 0—5 |
| FRA Sabrina Poignet | 5—1 | —   | 4—5 | 4—5 | 4—5 | 1—5 |
| HKG Yu Chui Yee     | 5—0 | 5—4 | —   | 5—4 | 5—4 | 3—5 |
| HUN Veronika Juhász | 5—1 | 5—4 | 4—5 | —   | 4—5 | 2—1 |
| KOR Kim Sun-Mi      | 5—2 | 5—4 | 4—5 | 5—4 | —   | 2—5 |
| RUS Yulia Efimova   | 5—0 | 5—1 | 5—3 | 1—2 | 5-2 | —   |

## Fase eliminatória
|  | Quartas de final       | Quartas de final       | Quartas de final |  |  | Semifinais             | Semifinais             | Semifinais      |    |                        | Final                  | Final            | Final |
|  |                        |                        |                  |  |  |                        |                        |                 |    |                        |                        |                  |       |
|  | RUS Yulia Efimova      | RUS Yulia Efimova      | 7                |  |  |                        |                        |                 |    |                        |                        |                  |       |
|  | HUN Zsuzsanna Krajnyák | HUN Zsuzsanna Krajnyák | 15               |  |  | HUN Zsuzsanna Krajnyák | HUN Zsuzsanna Krajnyák | 15              |    |                        |                        |                  |       |
|  | UKR Alla Gorlina       | UKR Alla Gorlina       | 15               |  |  | UKR Alla Gorlina       | UKR Alla Gorlina       | 5               |    |                        |                        |                  |       |
|  | POL Marta Fidrych      | POL Marta Fidrych      | 10               |  |  |                        |                        |                 |    | HUN Zsuzsanna Krajnyák | HUN Zsuzsanna Krajnyák | 6                |       |
|  | CHN Wu Balli           | CHN Wu Balli           | 15               |  |  |                        | HKG Yu Chui Yee        | HKG Yu Chui Yee | 15 |                        |                        |                  |       |
|  | HUN Veronika Juhász    | HUN Veronika Juhász    | 6                |  |  | CHN Wu Balli           | CHN Wu Balli           | 11              |    |                        |                        |                  |       |
|  | KOR Kim Sun-Mi         | KOR Kim Sun-Mi         | 9                |  |  | HKG Yu Chui Yee        | HKG Yu Chui Yee        | 15              |    |                        |                        |                  |       |
|  | HKG Yu Chui Yee        | HKG Yu Chui Yee        | 15               |  |  |                        |                        |                 |    |                        |                        |                  |       |
|  |                        |                        |                  |  |  |                        |                        |                 |    |                        | UKR Alla Gorlina       | UKR Alla Gorlina | 11    |
|  |                        |                        |                  |  |  |                        |                        |                 |    |                        | CHN Wu Balli           | CHN Wu Balli     | 15    |

## Classificação final
| Pos.   | Atleta                 |
| ------ | ---------------------- |
| Ouro   | HKG Yu Chui Yee        |
| Prata  | HUN Zsuzsanna Krajnyák |
| Bronze | CHN Wu Baili           |
| 4      | UKR Alla Gorlina       |
| 5      | RUS Yulia Efimova      |
| 6      | POL Marta Fidrych      |
| 7      | HUN Veronika Juhász    |
| 8      | KOR Kim Sun-Mi         |
| 9      | MAC Lao In I           |
| 10     | FRA Sabrina Poignet    |
| 11     | HKG Fan Pui Shan       |
| 12     | CAN Sylvie Morel       |